# Carl Perkins
Carl Lee Perkins (sinh ngày 9 tháng 4 năm 1932, mất ngày 19 tháng 1 năm 1998) là ca sĩ, nhạc sĩ người Mỹ, nổi tiếng với các sản phẩm cho Sun Studio tại Memphis, Tennessee từ năm 1954. Ca khúc được biết tới nhiều nhất của ông là "Blue Suede Shoes".
Theo nhạc sĩ Charlie Daniels, "âm nhạc của Carl Perkins nổi bật trong thời kỳ rockabilly, và âm thanh của Carl Perkins khác biệt với mọi cá nhân khác trong thời kỳ này, có lẽ vì bản thân ông luôn nhất quán". Các ca khúc của Perkins được hát lại và ảnh hưởng tới nhiều nghệ sĩ đương thời, như Elvis Presley, The Beatles, Jimi Hendrix hay Johnny Cash, góp phần gây dựng nên hình ảnh của ông trong lịch sử nhạc rock. Paul McCartney từng nói "nếu không có Carl Perkins, chắc chắn sẽ không có The Beatles".
Với danh hiệu "Ông hoàng nhạc rockabilly", Perkins được vinh danh tại Đại sảnh Danh vọng Rock and Roll, Đại sảnh Danh vọng Rockabilly, Đại sảnh Danh vọng âm nhạc Memphis, Đại sảnh Danh vọng nhạc sĩ Nashville. Ông cũng từng được trao giải Grammy.

## Danh sách đĩa nhạc
| - Dance Album (1957) - Whole Lotta Shakin' (1958) - On Top (1969) - My Kind of Country (1973) - Ol' Blue Suede's Back (1978) - Country Soul (1979) - Disciple in Blue Suede Shoes (1984) - Born to Rock (1989) - Boppin' the Blues (1970, cùng NRBQ) - The Survivors (1982, cùng Jerry Lee Lewis, và Johnny Cash) - Class of '55 (1986, cùng Roy Orbison, Jerry Lee Lewis, và Johnny Cash) - The Million Dollar Quartet (1990, cùng Elvis Presley, Jerry Lee Lewis, và Johnny Cash) - 706 Re-Union (1990, cùng Scotty Moore) - Carl Perkins & Sons (1993, cùng con trai Greg và Stan) - Go Cat Go! (1996, cùng nhiều nghệ sĩ) - Judds: Greatest Hits Volume II (1991) - Philip Claypool: Perfect World (1999) - Cane Creek Glory Church (1979) - Gospel (1984) | - Country Boy Dreams (1967) - Carl Perkins' Greatest Hits (1969, thu âm lại) - Original Golden Hits (1969) - That Rockin' Guitar Man (1981) - Presenting Carl Perkins (1982) - Boppin' the New Bleus (1982) - Born to Boogie (1982) - The Heart and Soul of Carl Perkins (1983) - Carl Perkins (1985) - Original Sun Greatest Hits (1986) - Up Through the Years 1954–57 (1986) - Friends, Family & Legends (1992) - The Carl Perkins Show (1976) - Live at Austin City Limits (1981) - The Silver Eagle Cross Country: Carl Perkins Live (1997) - Live (2000) - Blue Suede Shoes: A Rockabilly Session (2006) |

## Xếp hạng

### Album
| Năm  | Album                                                           | Vị trí cao nhất | Nhãn đĩa        |
| Năm  | Album                                                           | US Country      | Nhãn đĩa        |
| ---- | --------------------------------------------------------------- | --------------- | --------------- |
| 1969 | Carl Perkins' Greatest Hits (re-recordings)                     | 32              | Columbia        |
| 1969 | On Top                                                          | 42              | Columbia        |
| 1969 | Original Golden Hits                                            | 43              | Sun             |
| 1973 | My Kind of Country                                              | 48              | Mercury         |
| 1982 | The Survivors Live (cùng Johnny Cash và Jerry Lee Lewis)        | 21              | Columbia        |
| 1986 | Class of '55 (cùng Jerry Lee Lewis, Roy Orbison và Johnny Cash) | 15              | America/Mercury |

### Đĩa đơn
| Năm  | Đĩa đơn                                | Vị trí cao nhất | Vị trí cao nhất | Vị trí cao nhất | Album                           |
| Năm  | Đĩa đơn                                | US Country      | US              | CAN Country     | Album                           |
| ---- | -------------------------------------- | --------------- | --------------- | --------------- | ------------------------------- |
| 1956 | "Blue Suede Shoes"                     | 1               | 2               | —               | Dance Album of ... Carl Perkins |
| 1956 | "Boppin' the Blues"                    | 7               | 70              | —               | Dance Album of ... Carl Perkins |
| 1956 | "Dixie Fried"                          | 10              | —               | —               | Original Golden Hits            |
| 1956 | "I'm Sorry, I'm Not Sorry"             | flip            | —               | —               | Blue Suede Shoes                |
| 1957 | "Your True Love"                       | 13              | 67              | —               | Dance Album of ... Carl Perkins |
| 1958 | "Pink Pedal Pushers"                   | 17              | 91              | —               | The King of Rock                |
| 1959 | "Pointed Toe Shoes"                    | —               | 93              | —               | The King of Rock                |
| 1966 | "Country Boy's Dream"                  | 22              | —               | —               | Country Boy's Dream             |
| 1967 | "Shine, Shine, Shine"                  | 40              | —               | —               | Country Boy's Dream             |
| 1969 | "Restless"                             | 20              | —               | —               | Carl Perkins' Greatest Hits     |
| 1971 | "Me Without You"                       | 65              | —               | —               | The Man Behind Johnny Cash      |
| 1971 | "Cotton Top"                           | 53              | —               | —               | The Man Behind Johnny Cash      |
| 1972 | "High on Love"                         | 60              | —               | —               | Chỉ có ấn bản đĩa đơn           |
| 1973 | "(Let's Get) Dixiefried" (ấn bản 1973) | 61              | —               | —               | My Kind of Country              |
| 1986 | "Birth of Rock and Roll"               | 31              | —               | 44              | Class of '55                    |
| 1987 | "Class of '55"                         | 83              | —               | —               | Class of '55                    |
| 1989 | "Charlene"                             | —               | —               | 74              | Born to Rock                    |